# Rossija 2
Rossija 2 (russisch Россия 2) war ein staatlicher Fernsehsender in Russland.

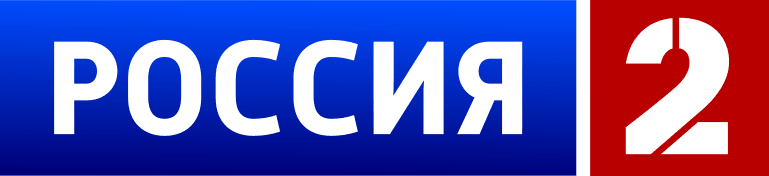
Logo des Senders

## Geschichte
Rossija 2 entstand aus dem Spartenkanal Rossija Sport, meist kurz nur „Sport“ genannt, am 1. Januar 2010. Bereits dieser stand – wie nun Rossija 2 – unter der Leitung der staatlichen Medienholding WGTRK.
Am 1. November 2015 wurde der Kanal geschlossen und die Frequenzen wurden von einem neuen Kanal mit der Bezeichnung „Match TV“ übernommen.

## Programm
Rossija strahlte ein TV-Vollprogramm aus mit einem großen Gewicht auf Sportübertragung, in dem sich die Wurzel des Senders, ein reiner Sportkanal, spiegelt.